# Krasny Hrud
Krasny Hrud (biał. Чырвоны Груд, Czyrwony Hrud; ros. Красный Груд; Krasnyj Grud) – wieś na Białorusi, w obwodzie grodzieńskim, w rejonie wołkowyskim, w sielsowiecie Subacze.
W dwudziestoleciu międzywojennym kolonia Krasny Hrud leżała w Polsce, w województwie białostockim, w powiecie wołkowyskim, w gminie Tereszki.